# Риньи-ла-Ноннёз
Риньи́-ла-Ноннёз (фр. Rigny-la-Nonneuse) — коммуна во Франции, находится в регионе Шампань — Арденны. Департамент — Об. Входит в состав кантона Марсийи-ле-Эйе. Округ коммуны — Ножан-сюр-Сен.
Код INSEE коммуны — 10318.
Коммуна расположена приблизительно в 110 км к юго-востоку от Парижа, в 80 км юго-западнее Шалон-ан-Шампани, в 33 км к северо-западу от Труа.

## Население
Население коммуны на 2008 год составляло 140 человек.
| 1962 | 1968 | 1975 | 1982 | 1990 | 1999 | 2008 |
| ---- | ---- | ---- | ---- | ---- | ---- | ---- |
| 69   | 87   | 69   | 90   | 96   | 145  | 140  |

## Экономика
В 2007 году среди 88 человек в трудоспособном возрасте (15—64 лет) 66 были экономически активными, 22 — неактивными (показатель активности — 75,0 %, в 1999 году было 71,4 %). Из 66 активных работали 59 человек (31 мужчина и 28 женщин), безработных было 7 (2 мужчины и 5 женщин). Среди 22 неактивных 8 человек были учениками или студентами, 6 — пенсионерами, 8 были неактивными по другим причинам.

## Фотогалерея

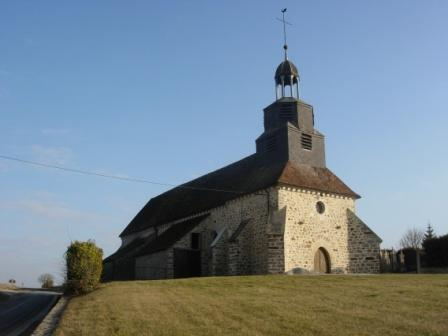
Церковь Сен-Никола
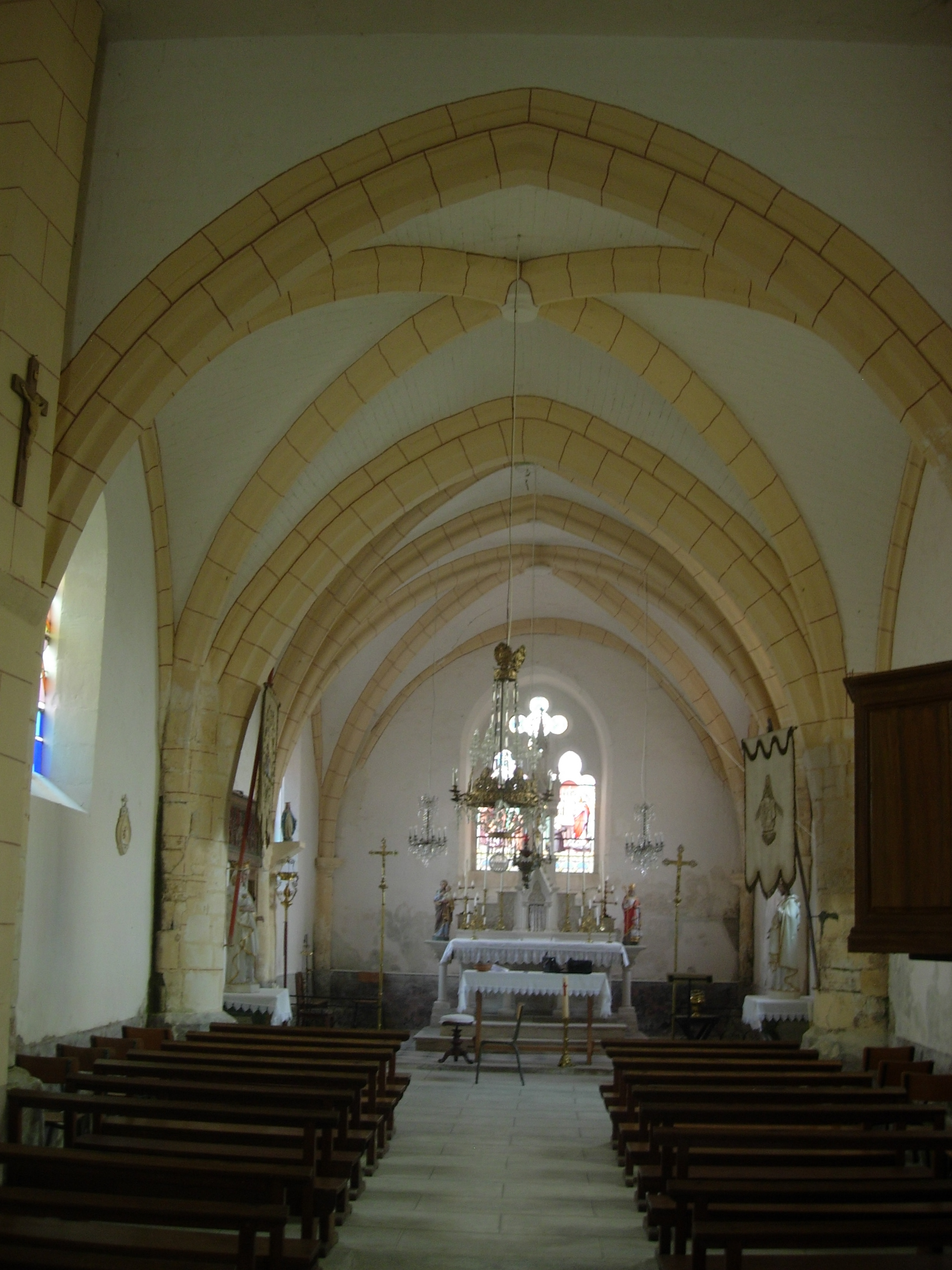
Интерьер церкви Сен-Никола
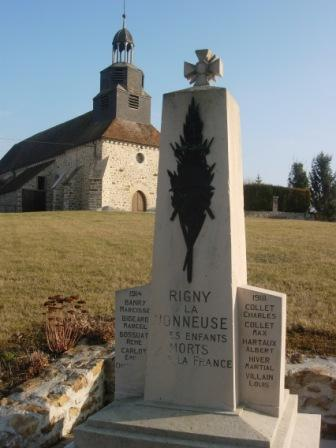
Памятник погибшим в Первой мировой войне
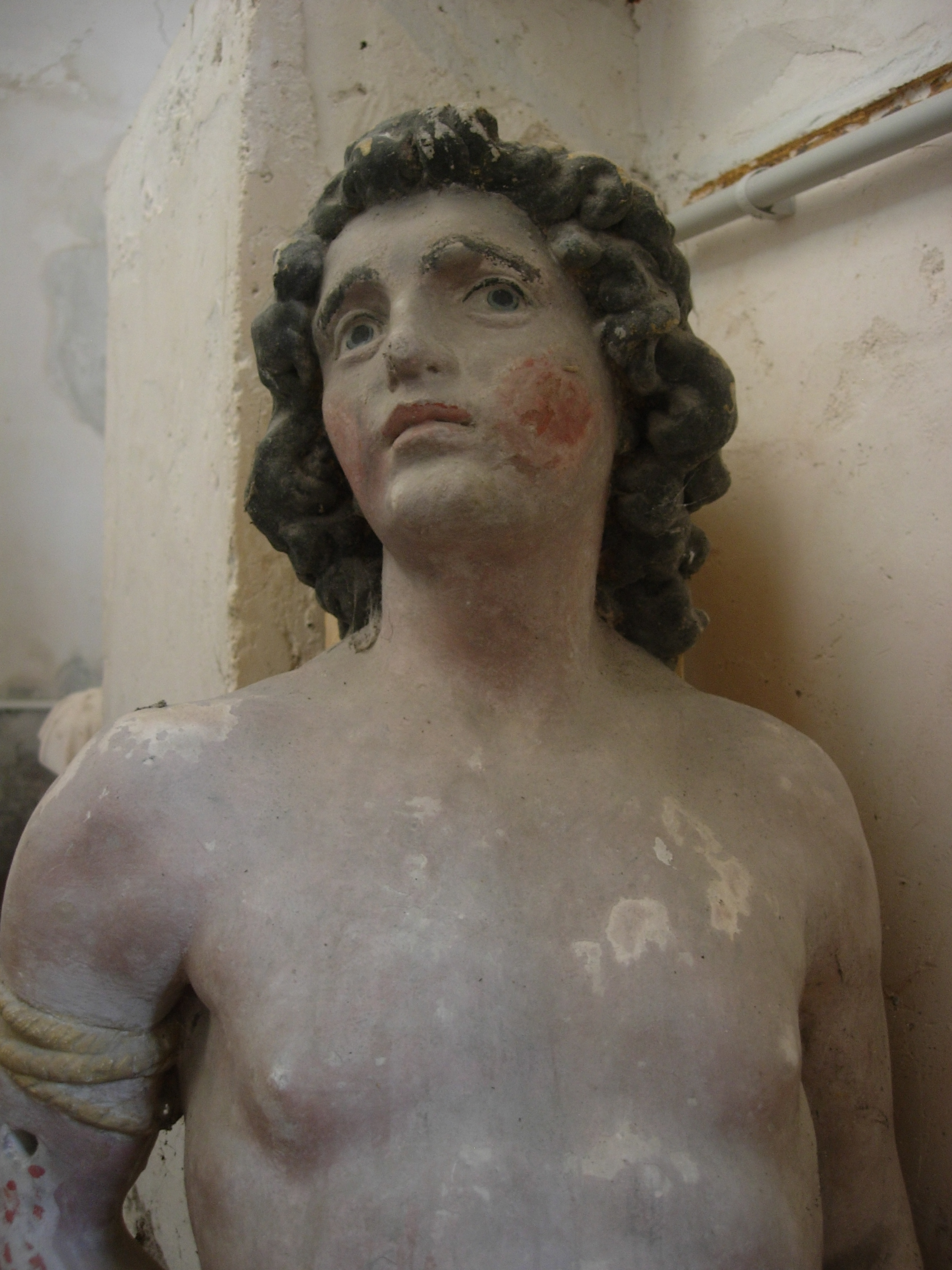
Скульптура св. Себастьяна (XVI век)